# Padroado
Padroado (mot portugais pour Patronage) était un arrangement complexe de droits et obligations concédés, ou formellement imposés, par les papes aux souverains et royaumes du Portugal et d’Espagne (le Patronado) pour promouvoir et coordonner l’évangélisation des territoires nouvellement découverts et colonisés.
Progressivement en vigueur à partir du XVIe siècle, l’Église catholique y mit fin effectivement au XIXe siècle. Formellement, le Portugal accepta sa disparition seulement au XXe siècle.

## Origines
Les origines anciennes du Padroado remontent au XVe siècle lorsque, après la suppression de l’ordre du Temple, ses biens sont transférés à un ordre portugais de substitution, l’ordre de la « Militia Christi » (en 1319) chargé de lutter contre les Maures.
En 1415, la prise de Ceuta par les chevaliers de l'ordre sous le commandement de Henri le Navigateur est suivie de l’érection du diocèse du même nom en 1417 par Martin V. On ne parle pas encore de Padroado mais la création d’une première structure ecclésiastique suit de près le début de l’aventure coloniale portugaise.

## Expansion
La bulle Dum diversas de Nicolas V (1452) est plus explicite : puisque le roi Alphonse V de Portugal a entrepris la conquête de l’Afrique pour la gloire de Dieu et que son intention est de conduire à la foi chrétienne les ennemis du christianisme il obtient pour lui-même et ses successeurs le droit de propriété sur les terres païennes et musulmanes. Ce droit est confirmé et étendu à l’Asie méridionale et orientale par le même pape, le 8 janvier 1455 (bulle Romanus pontifex).

## Premières juridictions
Lorsque la Guinée est conquise par Henri le Navigateur, juridiction ecclésiastique est accordée par Calixte III, à la Militia Christi sur toute la région conquise et à conquérir tout le long de la côte africaine (1456).
Léon X, le 7 juin 1514, soumet à la 'Militia Christi' la juridiction ecclésiastique de toutes les terres conquises depuis la précédente bulle, et peu après érige un premier diocèse colonial, à Funchal, ville principale des îles Madère (12 juin 1514). De Funchal, premier diocèse géré sous le régime de Padroado, dépendent ecclésiastiquement tous les territoires conquis au sud de la Mauritanie, du Brésil à l’Inde et la Chine. Le roi du Portugal en est le « patron » et protecteur par la bulle Praecelsae devotionis (3 novembre 1514) de Léon X.

## Définition des principes
Lorsque Goa est détaché de Funchal et érigé en diocèse (pour toute l’Asie), pour la première fois les droits et devoirs du Padroado sont explicités. Dans la bulle d’érection Aequum reputamus du 3 novembre 1534, Paul III écrit : 
1. le roi a l’obligation de construire et d’entretenir les églises, couvents et oratoires pour ce qui concerne le ministère des âmes ;
2. il a le droit de présenter des candidats aux bénéfices ecclésiastiques ;
3. il prend en charge les frais du culte et soutient financièrement tous ceux qui y sont employés, de l’évêque au sacristain ;
4. il fournit un nombre suffisant de prêtres pour le service divin et le ministère pastoral (avec monopole missionnaire).

Il en sera ainsi, grosso modo, pour les diocèses du Padroado créés par après. L’évangélisation des non-chrétiens n’est pas explicitement mentionnée mais il est probable que, la propagation de la foi était considérée comme une obligation quasi naturelle de toute conquête. L’exacte extension territoriale de la juridiction est souvent débattue mais jamais réglée. Les missionnaires travaillant dans les royaumes indigènes voisins sont-ils également sous la juridiction du Padroado ?
Lorsque les diocèses de Cochin et Malacca sont érigés en 1558 (et faits suffragants de Goa), Paul IV laisse au roi du Portugal le soin d’en délimiter les frontières. Le pouvoir du Padroado est encore élargi. Aucun changement ne peut être introduit dans l’organisation religieuse des nouveaux territoires, aucun prêtre ne peut y être admis, sans le consentement du roi. Le Padroado est ainsi arrivé à son développement ultime. Les nombreux diocèses créés par la suite le seront suivant les mêmes principes.

## Histoire

### Apogée du système
Même à l’apogée de sa puissance politique et maritime, le Portugal ne fut jamais à même de satisfaire pleinement ses obligations de patronage et protection religieuses (« Padroado »). Déjà en 1582, par manque de prêtres pour l’Inde portugaise, le pays renonce à son monopole missionnaire et admet des non portugais, les obligeant cependant à embarquer à Lisbonne.
En 1600, cette voie maritime Lisbonne-Goa est même imposée canoniquement à tout clergé partant pour l’Asie. Des dispenses sont cependant rapidement accordées aux religieux mendiants d’abord, et à tous les autres ensuite (en 1633).

### Création de la Propaganda Fide
Avec l’établissement de la Propaganda Fide en 1622, le Saint-Siège cherche à organiser indépendamment le développement du travail missionnaire et prendre progressivement le contrôle de toutes les activités d’évangélisation outre-mer. Ce seront des conflits incessants avec un Portugal qui, en déclin comme puissance mondiale, cherche à utiliser le Padroado pour garder une influence même là ou d’autres (Hollandais, Anglais) leur ont pris leurs colonies.
La Propaganda Fide, pour contourner le système Padroado, crée des « vicariats apostoliques » dépendant du Saint-Siège. Ces évêques-vicaires étant in partibus infidelium ne dépendaient pas des diocèses du Padroado. Le premier nommé (en 1637) est Matteo de Castro, vicaire apostolique à Bijapur, en Inde. D’autres vicariats sont bientôt créés par Alexandre VIII au Tonkin, en Cochinchine, à Nankin (1659) qui sont directement confiés à des instituts religieux non portugais comme les Missions étrangères de Paris créées en grande partie pour lutter contre le Padroado. À chaque nomination, le Portugal proteste contre cette « ingérence », mais en vain.
Dans les anciens territoires portugais passés sous le contrôle hollandais ou anglais, les vicaires apostoliques nommés sont dits « évêques auxiliaires » des évêques du Padroado qui sont « empêchés » de juridiction. Ainsi en est-il au Malabar (Inde) en 1700 et 1724. Ils n’avaient pas cependant un pouvoir inconditionnel, ce qui créait de grandes difficultés.

### Tournant et schisme auXVIIIesiècle
Au XVIIIe siècle, la situation est devenue intolérable. Non seulement le Portugal n’a plus les moyens financiers de son engagement missionnaire du Padroado, mais son gouvernement est ouvertement anticlérical et maçonnique. Cependant, le padroado lui est encore utile comme instrument politique d’influence et contrôle.
Aussi, avec la création du vicariat apostolique de Calcutta en 1834, le Saint-Siège fait un pas de plus: les droits du Padroado sont complètement ignorés. Le premier vicaire apostolique de Calcutta, Robert Saint-Leger, régit son territoire de manière indépendante avec seule référence à Rome. Avec le retour des missionnaires jésuites en Inde, cinq autres vicariats sont créés entre 1834 et 1836, dans l’ancienne Inde portugaise, devenue anglaise.
La réaction du gouvernement portugais est virulente, au point tel que le Saint-Siège, par mesure de rétorsion, supprime administrativement tous les diocèses portugais en Inde, sauf celui de Goa. Cela cause un schisme dans l’Église catholique en Inde (le « schisme goanais »), un certain nombre de prêtres et paroisses déniant autorité aux vicaires apostoliques nommés par Rome.
Un concordat est signé entre le Saint-Siège et le Portugal en juin 1886, suivi de l'érection de la hiérarchie catholique (lettre Humanae Salutis de Léon XIII, en septembre 1886). Les droits de Padroado sont rétablis dans un nombre limité de diocèses, là où la présence de fidèles portugais est encore conséquente, à Daman, Cochin et Meliapur. Dans d’autres (Bombay, Mangalore, Quilon (en), Tiruchirapalli), un droit de regard est accordé au Portugal: le choix de l’évêque sur une liste de trois candidats proposés.

### Fin du Padroado
Un nouvel accord est signé le 15 avril 1928, mettant fin à la double juridiction. Les diocèses du padroado n’ont plus juridiction sur les paroisses portugaises hors de leur territoire propre. Pour Bombay est décidé un système d’alternance épiscopale, un archevêque sur deux devant être de nationalité portugaise. Même pour les derniers territoires portugais en Asie (Goa, Timor) et en Afrique (Loanda, Lourenço Marques et d’autres) la procédure de nomination épiscopale est modifiée par ce concordat. Si le Portugal garde un droit de véto sur les candidats possibles, la nomination effective des nouveaux évêques passe entre les mains du Saint-Siège.
Avec l’indépendance de l'Inde en 1947, la situation a de nouveau changé, nécessitant un nouvel accord. Une convention est signée le 18 juin 1950: le Portugal renonce à ses droits sur les diocèses en Inde, et le Saint-Siège libère le Portugal de toute obligation financière à leurs égards. C'est la fin effective du régime de Padroado.

## Le «Patronato» espagnol
Le 4 mai 1493, par la bulle Inter caetera le pape trace la fameuse ligne de démarcation, des zones de découvertes et conquêtes de l’Espagne et du Portugal. Cette ligne est légèrement déplacée vers l’ouest par le traité de Tordesillas de 1494.
Le même jour Alexandre VI accorde au roi d’Espagne, pour les Indes occidentales (ce qui sera l’Amérique) tous les droits accordés au roi de Portugal pour l’Afrique et l’Inde (Eximiae devotionis), avec les mêmes devoirs d’y établir l’Église.
Le monopole missionnaire n’est pas aussi strictement imposé que du côté portugais. Les missionnaires non-espagnols devaient obtenir l’accord du gouvernement espagnol pour partir évangéliser les « Indiens » d’Amérique du Sud, mais cette permission était libéralement accordée. Le 17 septembre 1734 il fut concédé à leur supérieur général qu’un quart des missionnaires jésuites provienne d’Allemagne.
À la suite de l’indépendance des pays d’Amérique latine durant le XIXe siècle l’Espagne perd le contrôle de ses « Indes occidentales » (y compris les Philippines) : le Patronato s’y éteint de manière naturelle.